# Saint-Gaudent
Saint-Gaudent är en kommun i departementet Vienne i regionen Nouvelle-Aquitaine i västra Frankrike. Kommunen ligger i kantonen Civray som tillhör arrondissementet Montmorillon. År 2022 hade Saint-Gaudent 312 invånare.

## Befolkningsutveckling
Antalet invånare i kommunen Saint-Gaudent
| Referens: INSEE |